# Wyomissing
Wyomissing är en kommun (borough) i Berks County i Pennsylvania i USA, grundad den 2 juli 1906.

## Befolkning
Befolkningen var 8587 vid folkräkningen år 2000, men i januari 2002 gick Wyomissing samman med närliggande Wyomissing Hills, och tillsammans hade de två kommunerna 11 155 invånare 2000. Enligt denna siffra är Wyomissing den folkrikaste kommunen i Berks County. Sångerskan Taylor Swift kommer från Wyomissing. 